# Un lapin cabot
Pour plus de détails, voir Fiche technique et Distribution.
Un lapin cabot (Wideo Wabbit) est un cartoon de la série américaine Merrie Melodies sorti en 1956, réalisé par Robert McKimson et mettant en scène Bugs Bunny et Elmer Fudd.

## Synopsis
Bugs lit dans un article que l'on cherche un lapin pour une émission de télévision. Il se présente et est accepté sans se douter qu'il est la future victime d'Elmer présentant le show (Sport'sman hour ou l'heure du sportif). Bugs roule Elmer en se déguisant en Groucho Marx avant de se faire passer pour un pianiste qui lui donne un chandelier, où les bougies sont remplacées par de la dynamite. Entretemps, après l'avoir entarté, Elmer se fait massacrer par des indiens après que Bugs (déguisé en gardien) l'ait attiré dans un studio tournant un film qui remémore le combat du général Custer contre les indiens. Finalement, Bugs et Elmer échangent leurs rôles : Bugs tire sur Elmer et le déguise en Groucho.

## Fiche technique
- Gérard Surugue : Bugs Bunny
- Patrice Dozier : Elmer Fudd